# Olympische Winterspiele 1998/Teilnehmer (Norwegen)
| Gelbes Symbol für Goldmedaillen mit stilisierten Olympischen Ringen | Graues Symbol für Silbermedaillen mit stilisierten Olympischen Ringen | Braundes Symbol für Bronzemedaillen mit stilisierten Olympischen Ringen |
| ------------------------------------------------------------------- | --------------------------------------------------------------------- | ----------------------------------------------------------------------- |
| 10                                                                  | 10                                                                    | 5                                                                       |

Norwegen nahm an den Olympischen Winterspielen 1998 im japanischen Nagano mit einer Delegation von 76 Athleten in zehn Disziplinen teil, davon 49 Männer und 27 Frauen. Mit zehn Gold-, zehn Silber- und fünf Bronzemedaillen war Norwegen nach Deutschland die zweiterfolgreichste Nation bei den Spielen.
Erfolgreichster Athlet war Bjørn Dæhlie, der über 10 km, 50 km und mit der 4 × 10-km-Staffel Olympiasieger im Skilanglauf wurde. Thomas Alsgaard, der wie Sture Sivertsen und Erling Jevne mit Dæhlie den Staffelwettbewerb gewann, wurde zudem Olympiasieger über die 15 km Verfolgung. In der Nordischen Kombination gewann die Staffel ebenfalls Gold, im Einzel schaffte Bjarte Engen Vik den Sprung auf Rang eins. Zwei weitere Goldmedaillen gewann die norwegische Delegation im Biathlon mit den Erfolgen von Ole Einar Bjørndalen im Sprint über 10 km und Halvard Hanevold im Einzel über 20 km. Die übrigen beiden Goldmedaillen gewannen Hans Petter Buraas im Slalomrennen sowie Ådne Søndrål im Eisschnelllauf über 1500 m.
Fahnenträger bei der Eröffnungsfeier war der Skispringer Espen Bredesen.

## Teilnehmer nach Sportarten

### Biathlon
Männer
- Frode Andresen
10 km Sprint: Silber  (28:17,8 min)
20 km Einzel: 19. Platz (59:51,0 min)

- Dag Bjørndalen
20 km Einzel: 10. Platz (58:34,7 min)
4 × 7,5 km Staffel: Silber  (1:21:56,3 h)

- Ole Einar Bjørndalen
10 km Sprint: Gold  (27:16,2 min)
20 km Einzel: 7. Platz (58:16,8 min)
4 × 7,5 km Staffel: Silber  (1:21:56,3 h)

- Egil Gjelland
10 km Sprint: 13. Platz (28:49,1 min)
4 × 7,5 km Staffel: Silber  (1:21:56,3 h)

- Halvard Hanevold
10 km Sprint: 8. Platz (28:40,8 min)
20 km Einzel: Gold  (56:16,4 min)
4 × 7,5 km Staffel: Silber  (1:21:56,3 h)

Frauen
- Gunn Margit Andreassen
7,5 km Sprint: 56. Platz (26:36,2 min)
15 km Einzel: 40. Platz (1:01:28,5 h)
4 × 7,5 km Staffel: Bronze  (1:40:37,3 h)

- Annette Sikveland
7,5 km Sprint: 15. Platz (24:09,5 min)
15 km Einzel: 8. Platz (56:38,7 min)
4 × 7,5 km Staffel: Bronze  (1:40:37,3 h)

- Ann-Elen Skjelbreid
7,5 km Sprint: 37. Platz (25:22,8 min)
15 km Einzel: 34. Platz (1:01:00,3 h)
4 × 7,5 km Staffel: Bronze  (1:40:37,3 h)

- Liv Grete Skjelbreid
7,5 km Sprint: 23. Platz (24:44,0 min)
15 km Einzel: 15. Platz (57:21,2 min)
4 × 7,5 km Staffel: Bronze  (1:40:37,3 h)

### Bob
Männer, Vierer
- Arnfinn Kristiansen, Jørn Stian Dahl, Peter Kildal, Dagfinn Aarskog (NOR-1)
17. Platz (2:42,07 min)

### Curling
Männer
- Eigil Ramsfjell (Skip), Jan Thoresen, Stig-Arne Gunnestad, Anthon Grimsmo, Tore Torvbråten
Bronze

Frauen
- Dordi Nordby (Skip), Marianne Haslum, Kristin Tøsse Løvseth, Hanne Woods, Grethe Wolan
6. Platz

### Eisschnelllauf
Männer
- Remi Hereide
5000 m: 12. Platz (6:39,35 min)
10.000 m: 15. Platz (14:09,90 min)

- Steinar Johansen
1500 m: 28. Platz (1:52,88 min)

- Grunde Njøs
500 m: Rennen nicht beendet
1000 m: 14. Platz (1:12,27 min)

- Brigt Rykkje
1500 m: 29. Platz (1:52,91 min)

- Ådne Søndrål
1500 m: Gold  (1:47,87 min, Weltrekord)

- Lasse Sætre
5000 m: 11. Platz (6:38,95 min)
10.000 m: 7. Platz (13:42,94 min)

- Kjell Storelid
5000 m: 8. Platz (6:37,12 min)
10.000 m: 5. Platz (13:35,95 min)

- Roger Strøm
500 m: 10. Platz (72,68 s)
1000 m: 34. Platz (1:13,58 min)

Frauen
- Edel Therese Høiseth
500 m: 20. Platz (80,01 s)
1000 m: 14. Platz (1:19,23 min)

- Anette Tønsberg
1500 m: 17. Platz (2:03,03 min)
3000 m: 15. Platz (4:19,24 min)
5000 m: 13. Platz (7:28,39 min)

### Freestyle-Skiing
Frauen
- Hilde Synnøve Lid
Springen: 6. Platz (160,18)

- Kari Traa
Buckelpiste: Bronze  (24,09)

### Nordische Kombination
- Kenneth Braaten
Mannschaft (Normalschanze/5 km): Gold  (54:11,5 min)

- Kristian Hammer
Einzel (Normalschanze/15 km): 26. Platz (46:07,7 min)

- Fred Børre Lundberg
Einzel (Normalschanze/15 km): 16. Platz (44:32,3 min)
Mannschaft (Normalschanze/5 km): Gold  (54:11,5 min)

- Halldor Skard
Einzel (Normalschanze/15 km): Rennen nicht beendet
Mannschaft (Normalschanze/5 km): Gold  (54:11,5 min)

- Bjarte Engen Vik
Einzel (Normalschanze/15 km): Gold  (41:21,1 min)
Mannschaft (Normalschanze/5 km): Gold  (54:11,5 min)

### Ski Alpin
Männer
- Kjetil André Aamodt
Abfahrt: 13. Platz (1:51,72 min)
Super-G: 5. Platz (1:35,67 min)
Riesenslalom: Rennen nicht beendet
Kombination: Abfahrtsrennen nicht beendet

- Hans Petter Buraas
Slalom: Gold  (1:49,31 min)

- Ole Kristian Furuseth
Slalom: Silber  (1:50,64 min)

- Finn Christian Jagge
Slalom: 7. Platz (1:51,39 min)
Kombination: Abfahrtsrennen nicht beendet

- Lasse Kjus
Abfahrt: Silber  (1:50,51 min)
Super-G: 9. Platz (1:36,25 min)
Riesenslalom: 8. Platz (2:40,65 min)
Slalom: 88. Platz (1:35,97 min)
Kombination: Silber  (3:08,65 min)

- Tom Stiansen
Riesenslalom: 17. Platz (2:42,88 min)
Slalom: 4. Platz (1:50,90 min)

- Harald Christian Strand Nilsen
Riesenslalom: Rennen nicht beendet

Frauen
- Trine Bakke
Slalom: Rennen nicht beendet

- Andrine Flemmen
Riesenslalom: 10. Platz (2:54,94 min)
Slalom: Rennen nicht beendet

- Trude Gimle
Abfahrt: 16. Platz (1:30,87 min)
Super-G: 25. Platz (1:19,71 min)
Slalom: Rennen nicht beendet
Kombination: Abfahrtsrennen nicht beendet

- Kristine Kristiansen
Abfahrt: Rennen nicht beendet
Super-G: 17. Platz (1:19,02 min)
Riesenslalom: 22. Platz (2:58,71 min)
Kombination: Slalomrennen nicht beendet

- Ingeborg Helen Marken
Abfahrt: 11. Platz (1:30,19 min)
Super-G: 19. Platz (1:19,16 min)
Riesenslalom: Rennen nicht beendet
Kombination: 13. Platz (2:47,19 min)

### Skilanglauf
Männer
- Thomas Alsgaard
10 km klassisch: 5. Platz (27:48,1 min)
15 km Verfolgung: Gold  (39:37,7 min)
30 km klassisch: Rennen nicht beendet
50 km Freistil: 6. Platz (2:07:21,5 h)
4 × 10 km Staffel: Gold  (1:40:55,7 h)

- Bjørn Dæhlie
10 km klassisch: Gold  (27:24,5 min)
15 km Verfolgung: Silber  (39:38,8 min)
30 km klassisch: 20. Platz (1:40:18,5 h)
50 km Freistil: Gold  (2:05:08,2 h)
4 × 10 km Staffel: Gold  (1:40:55,7 h)

- Anders Eide
50 km Freistil: 11. Platz (2:11:06,9 h)

- Tor Arne Hetland
50 km Freistil: 24. Platz (2:15:21,7 h)

- Erling Jevne
10 km klassisch: 7. Platz (27:58,7 min)
30 km klassisch: Silber  (1:35:27,1 h)
4 × 10 km Staffel: Gold  (1:40:55,7 h)

- Sture Sivertsen
10 km klassisch: 9. Platz (28:10,6 min)
15 km Verfolgung: 27. Platz (43:29,2 min)
30 km klassisch: 15. Platz (1:39:44,9 h)
4 × 10 km Staffel: Gold  (1:40:55,7 h)

Frauen
- Trude Dybendahl
5 km klassisch: 8. Platz (18:08,0 min)
10 km Verfolgung: 11. Platz (29:36,0 min)
15 km klassisch: 6. Platz (48:19,0 min)
30 km Freistil: Rennen nicht beendet

- Bente Martinsen
5 km klassisch: Bronze  (17:49,4 min)
10 km Verfolgung: 9. Platz (29:34,1 min)
15 km klassisch: 6. Platz (48:19,0 min)
4 × 5 km Staffel: Silber  (55:38,0 min)

- Marit Mikkelsplass
5 km klassisch: 6. Platz (17:53,5 min)
10 km Verfolgung: 14. Platz (30:15,3 min)
15 km klassisch: 5. Platz (48:12,5 min)
30 km Freistil: 9. Platz (1:25:36,9 h)
4 × 5 km Staffel: Silber  (55:38,0 min)

- Anita Moen
5 km klassisch: 7. Platz (18:04,4 min)
10 km Verfolgung: 9. Platz (29:27,6 min)
15 km klassisch: Bronze  (47:52,6 min)
4 × 5 km Staffel: Silber  (55:38,0 min)

- Elin Nilsen
30 km Freistil: 4. Platz (1:24:24,5 h)
4 × 5 km Staffel: Silber  (55:38,0 min)

- Maj Helen Sorkmo
30 km Freistil: 19. Platz (1:29:16,9 h)

### Skispringen
- Espen Bredesen
Normalschanze: 36. Platz (nicht für den 2. Sprung qualifiziert)

- Kristian Brenden
Normalschanze: 8. Platz (215,5)
Großschanze: 13. Platz (234,5)
Mannschaft: 4. Platz (870,6)

- Roar Ljøkelsøy
Normalschanze: 40. Platz (nicht für den 2. Sprung qualifiziert)
Großschanze: 9. Platz (242,3)
Mannschaft: 4. Platz (870,6)

- Lasse Ottesen
Großschanze: 10. Platz (238,9)
Mannschaft: 4. Platz (870,6)

- Henning Stensrud
Normalschanze: 23. Platz (193,0)
Großschanze: 38. Platz (nicht für den 2. Sprung qualifiziert)
Mannschaft: 4. Platz (870,6)

### Snowboard
Männer
- Kim Christiansen
Halfpipe: 12. Platz (nicht für das Finale qualifiziert)

- Daniel Franck
Halfpipe: Silber  (82,4)

- Roger Hjelmstadstuen
Halfpipe: 25. Platz (nicht für das Finale qualifiziert)

- Klas Vangen
Halfpipe: 15. Platz (70,5)

Frauen
- Stine Brun Kjeldaas
Halfpipe: Silber  (74,2)

- Anne Molin Kongsgård
Halfpipe: 12. Platz (nicht für das Finale qualifiziert)

- Christel Thoresen
Halfpipe: 17. Platz (nicht für das Finale qualifiziert)